# Астонский университет
Асто́нский университе́т или Университе́т Асто́на (англ. Aston University, также сокращённо — Aston) — государственный британский научно-исследовательский университет, расположенный в центре города Бирмингем, графство Уэст-Мидлендс, Англия. В настоящее время в университете насчитывается более 905 преподавателей (2020) и записано около 15,500 студентов (2017/18).
Астон был основан в 1895 году как Бирмингемская муниципальная техническая школа. Университет получил королевскую хартию от королевы Елизаветы II 22 апреля 1966 года, когда и получил нынешнее название. Находится в топ-25 лучших учебных заведений Великобритании. Основной кампус университета расположен непосредственно рядом с центром Бирмингема. Главное здание университета — Главный корпус (англ. Main Building; 1955). С мая 2011 года канцлером Астонского университета является сэр Джон Сандерленд.
В 2020 году журнал The Guardian назвал университет Астона «Университетом года». Премия Times Higher Education Awards назвала Астонский университет «Выдающимся университетом предпринимательства» в 2020 году. Входит в состав группы M5 Universities, Ассоциации университетов Содружества и Ассоциации университетов Европы и др.

## История
В 1875 году Астон начал свою жизнь как Школа металлургии, часть Института Бирмингема и Мидленда. Институт сыграл ведущую роль в внедрении научно-технического образования для людей всех слоёв общества Бирмингема и подготовил почву для развития Университета Астона.
В 1895 году Астон получает независимость от Института Бирмингема и Мидленда, чтобы стать Бирмингемской муниципальной технической школой (англ. The Birmingham Municipal Technical School).
В 1927 году был переименован в Бирмингемский центральный технический колледж (англ. Birmingham Central Technical College), который специализировался в преподавании специальностей, особенно востребованных в то время.
В 1956 году он был переименован в Технологический колледж Бирмингема (англ. College of Technology, Birmingham).
Статус университета и королевскую хартию получил в 1966 году, когда и получил название Университет Астона в Бирмингеме (англ. The University of Aston in Birmingham)..
В феврале 1997 года тайный совет Великобритании одобрил изменение названия в Астонский университет.
В 1999 году начались переговоры о возможности полной интеграции Астонского университета с Бирмингемским университетом.
Переговоры были остановлены в 2001 году. В то время как руководство Астонского университета поддерживало интеграцию, студенческий союз Астона проголосовал против интеграции два к одному.
В настоящее время в Астонском университете на постоянной основе (англ. full time) обучается около 15 500 студентов (2017/18) из более чем 120 стран.
Официальные названия
Университет менял свои официальные названия следующим образом (по году переименования):
- 1895 — Бирмингемская муниципальная техническая школа
- 1927 — Бирмингемский центральный технический колледж
- 1951 — Колледж передовых технологий, Бирмингем
- 1966 — Университет Астона, Бирмингем
- 1997 — Астонский университет

Университет предлагает программы по бизнесу, инженерным дисциплинам, прикладному научному исследованию, языкам, европейским исследованиям, здравоохранению, психологии и комбинированной программе бакалавриата.
В 2001 году Экспертиза качества научно-исследовательских работ поставила высокую отметку направлениям университета — бизнесу, управлению, инженерному делу (вместе с вычислительной техникой и математикой), языкам, европейским исследованиям и некоторым предметам по медицине.

## Академическая структура
Кампусы: 
- Кампус площадью 60 акров; 24 га в Астон Госта Грин[англ.], в центре Бирмингема (все факультеты Астонского университета расположены в одном кампусе);

Астонский университет состоит из 5 крупных основных направлений (факультетов), которые в свою очередь разделены на колледжи и школы:
Факультеты:
- бизнеса (крупнейшая и старейшая школа в Англии, занимающая 33-е место среди подобных школ мира);
- медицины;
- инженерии и комплекса прикладных наук;
- социальных и филологических дисциплин;
- биологии и здравоохранения.

#### Астонская школа бизнеса, АШБ

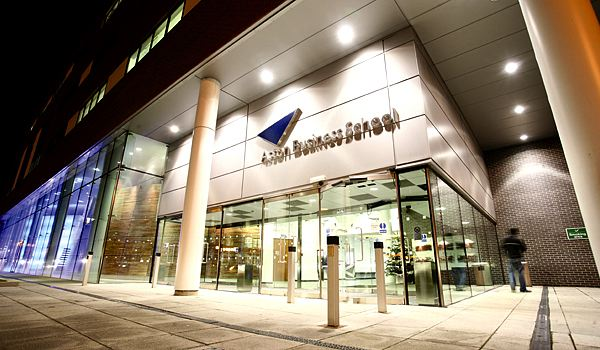
Aston Business School (ABS) — одна из крупнейших и старейших бизнес-школ Великобритании.

Основанная в 1947 году, Астонская школа бизнеса (англ. Aston Business School) — одна из крупнейших и старейших бизнес-школ Великобритании. Школа заняла 8-е место в Великобритании и 33-е место в мире по версии QS в 2012 году и входит в число 60 лучших бизнес-школ мира, имеющих тройную аккредитацию
Астонская школа бизнеса была первой британской бизнес-школой, получившей престижную аккредитацию EQUIS в 1999 году. Астонская школа бизнеса является первым учреждением в Великобритании, которое заключило союз с Beta Gamma Sigma, создав коллегиальное отделение BGS. В 2006 году школа открыла новую пристройку стоимостью 22 миллиона фунтов стерлингов, включая новые учебные комнаты и два новых лекционных зала.

#### Библиотека
Библиотека Астонского университета (англ. Aston University Library) основана в 1975 году. Первоначально 4-этажная университетская библиотека была спроектирована сэром Бэзилом Спенсом, архитектор был мастером стиля брутализма и известен своей работой над собором Ковентри. Он также спроектировал многие университетские здания, в том числе в Эдинбурге, Ньюкасле и Эксетере.
Библиотека была реконструирована в 2010 году, полностью преобразив интерьер и экстерьер здания, добавив большую стеклянную приёмную и стеклянные вставки вокруг здания, чтобы наполнить новое внутреннее пространство светом. Фонд библиотеки составляет более 250 000 книг. Библиотека обеспечивает онлайн-доступ к более чем 40 электронным базам данных и более чем 3 400 электронным журналам. Библиотека университета остаётся одним из ключевых центров активности студентов, особенно во время курсовых работ и экзаменов.

## Рейтинги и репутация
- Топ — 25 по версии рейтингового агентства The Guardian University Guide 2022 года.[6]
- Астонская школа бизнеса заняла 8-е место в Великобритании и 33-е место в мире по рейтингу QS World University Rankings в 2012 году и входит в число 60 лучших бизнес-школ мира, которые имеют тройную аккредитацию: EQUIS, AACSB, и AMBA.[14]
- Курс магистратуры по направлению «Менеджмент» бизнес-школы в рейтинге Financial Times в 2012 году занял 5-е место в Великобритании, 33-е в Европе и 36-е место в мире.
- По оценке исследований 2008 года университет Астона вошёл в число 12 лучших в Великобритании по всем четырём широким предметным областям исследований, при этом 86 % проведённых исследований были охарактеризованы как «имеющие международное значение».[17]
- Астонская школа бизнеса занимает 2-е место в Великобритании по уровню подготовки специалистов по маркетингу и 7-е место в Великобритании по количеству профессионалов в области финансов, основываясь на данных о результатах карьеры более чем 313+ миллионов участников LinkedIn. Университет также занял 23-е место в Великобритании по количеству профессионалов в области бухгалтерского учёта.
- Астонский университет стоит на 1 месте в Великобритании по уровню преподавания медицинских предметов по рейтингу Sunday Times Good University Guide[18].
- В рейтинге британского рейтингового агентства THE (Times Higher Education) Астонский университет был признан лучшим по условиям проживания студентов и назвал его «самым дружелюбным» университетом Великобритании.

## Руководители университета
Университет возглавляли:

| Период        | Канцлеры              |
| ------------- | --------------------- |
| 1966 — 1979   | Лорд Нельсон Стаффорд |
| 1979 — 2004   | Сэр Адриан Кэдбери    |
| 2004 — 2011   | Сэр Майкл Бетт        |
| 2011 — н. вр. | Сэр Джон Сандерленд   |

| Период        | Вице-канцлеры              |
| ------------- | -------------------------- |
| 1966 — 1969   | Сэр Питер Венейблс         |
| 1969 — 1979   | Сэр Джозеф Поуп            |
| 1989 — 1996   | Сэр Фредерик Кроуфорд      |
| 1996 — 2006   | Профессор Майкл Т. Райт    |
| 2006 — 2016   | Профессор Дама Джулия Кинг |
| 2016 — н. вр. | Профессор Алек Кэмерон     |

## Известные преподаватели
Знаменитые преподаватели
- Профессор Джеффри Вернон Болл[англ.], первый профессор офтальмики, читающий полный рабочий день (1948—1981).

## Известные выпускники
См. также категорию: Выпускники Астонского университета.

### Академия и наука
- Пол Драйсон, производитель вакцины и государственный министр по науке.
- Кевин Уорик, учёный-кибернетик, исследователь вопросов робототехники и проблематики создания нейрокомпьютерных интерфейсов.

### Бизнес
- Бен Фрэнсис[англ.], основатель и мажоритарный акционер Gymshark.
- Тони Хейворд, бывший исполнительный директор BP Group.
- Фил Пофэм[англ.], глобальный директор по операциям Jaguar Land Rover.

### Политика
- Сима Малхотра, британский политик, представитель лейбористов.
- Сальма Якуб, лидер и бывший вице-председатель Коалиции «Уважение — Единство».

### Прочие
- Бурак Озчивит, турецкий актёр и фотомодель.
- Эрнест Генри Вильсон, известный коллекционер растений и исследователь.
- Ник Робертсон[англ.], старший международный корреспондент CNN.
- Кевин Брукс, английский прозаик, сценарист.
- Уша Сунак, мать премьер-министра Великобритании Риши Сунак.

## Галерея

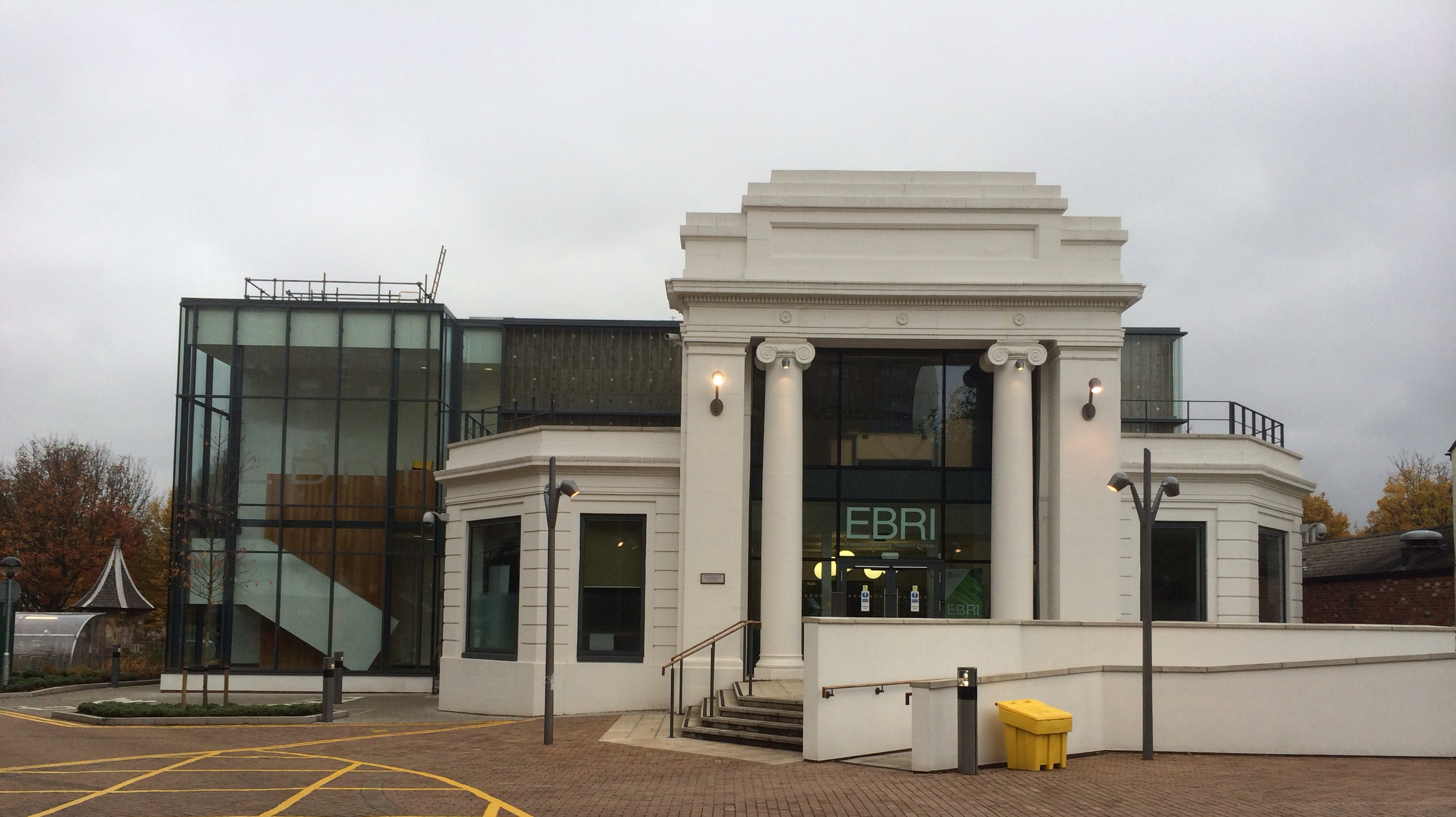
Научно-исследовательский институт энергетики и биопродуктов (EBRI) в Астонском университете.
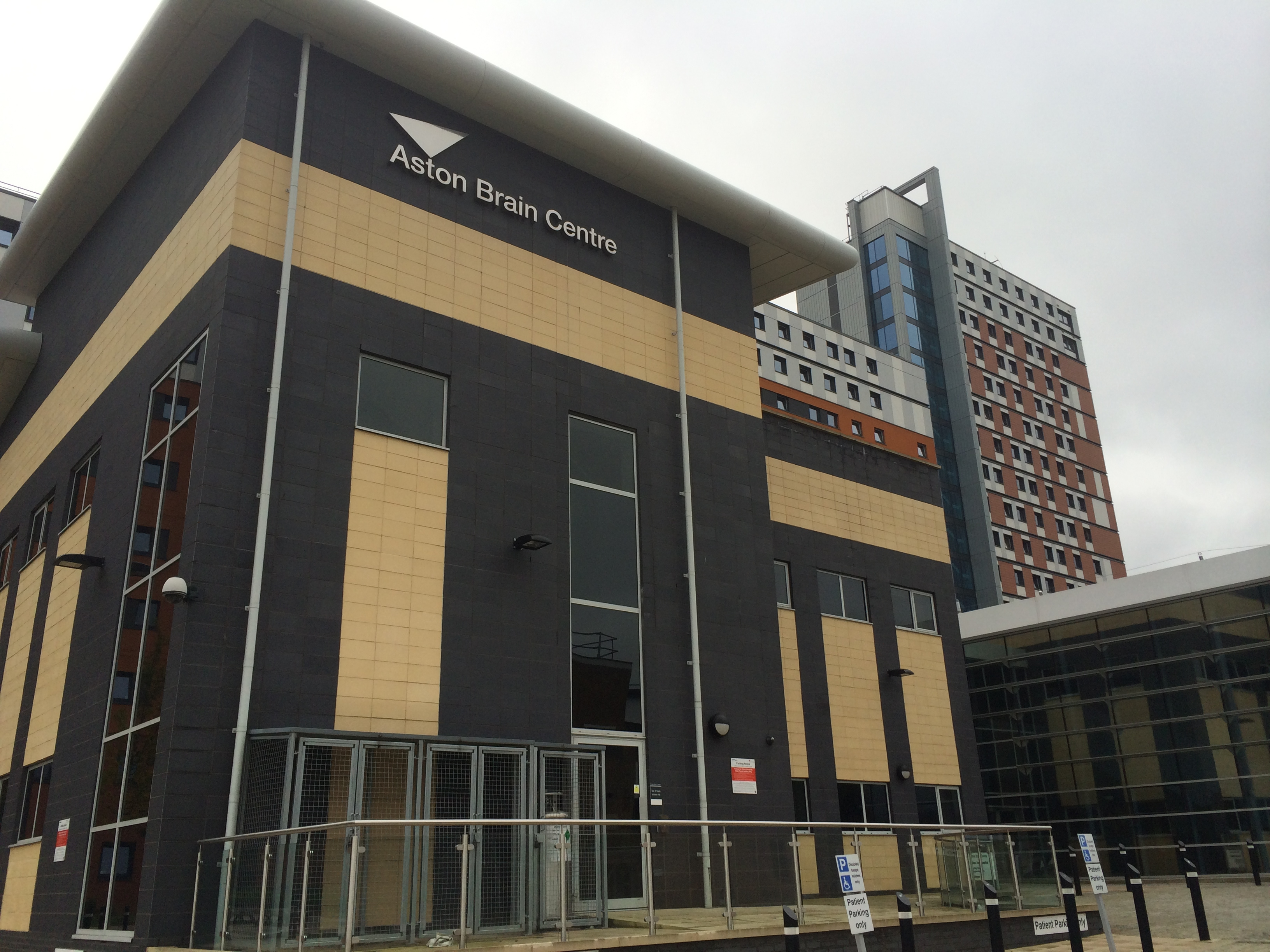
Вид на здание центра мозга человека в Астонском университете.
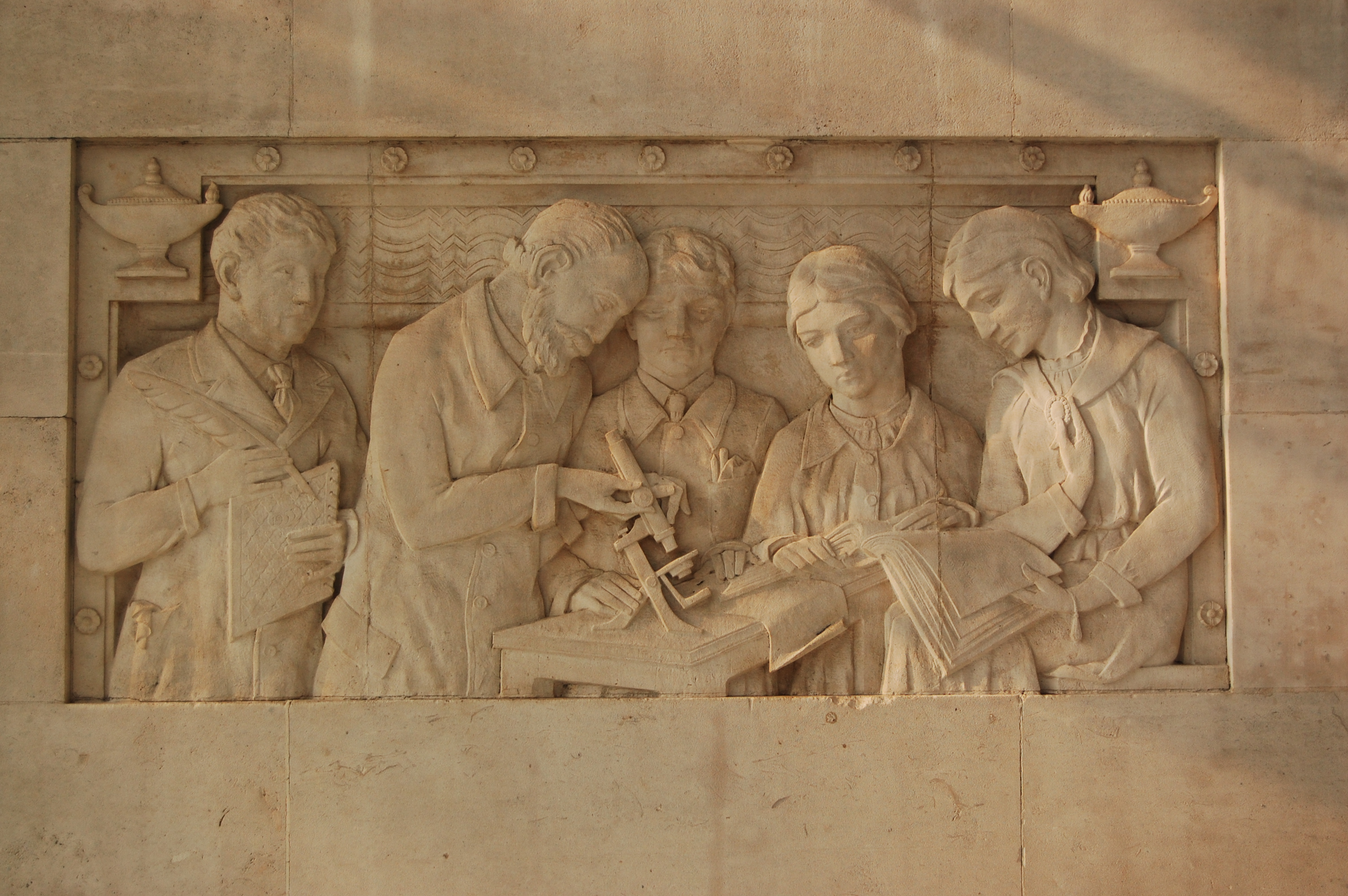
Наука, 1953. Эсмонд Бертон.
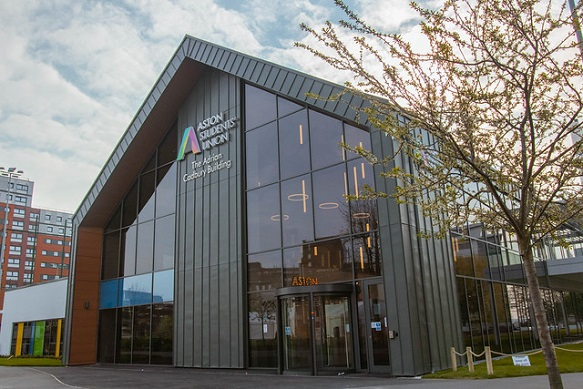
Вид на здание Сэра Адриана Кэдбери, новое здание студенческого союза с 2019 года.
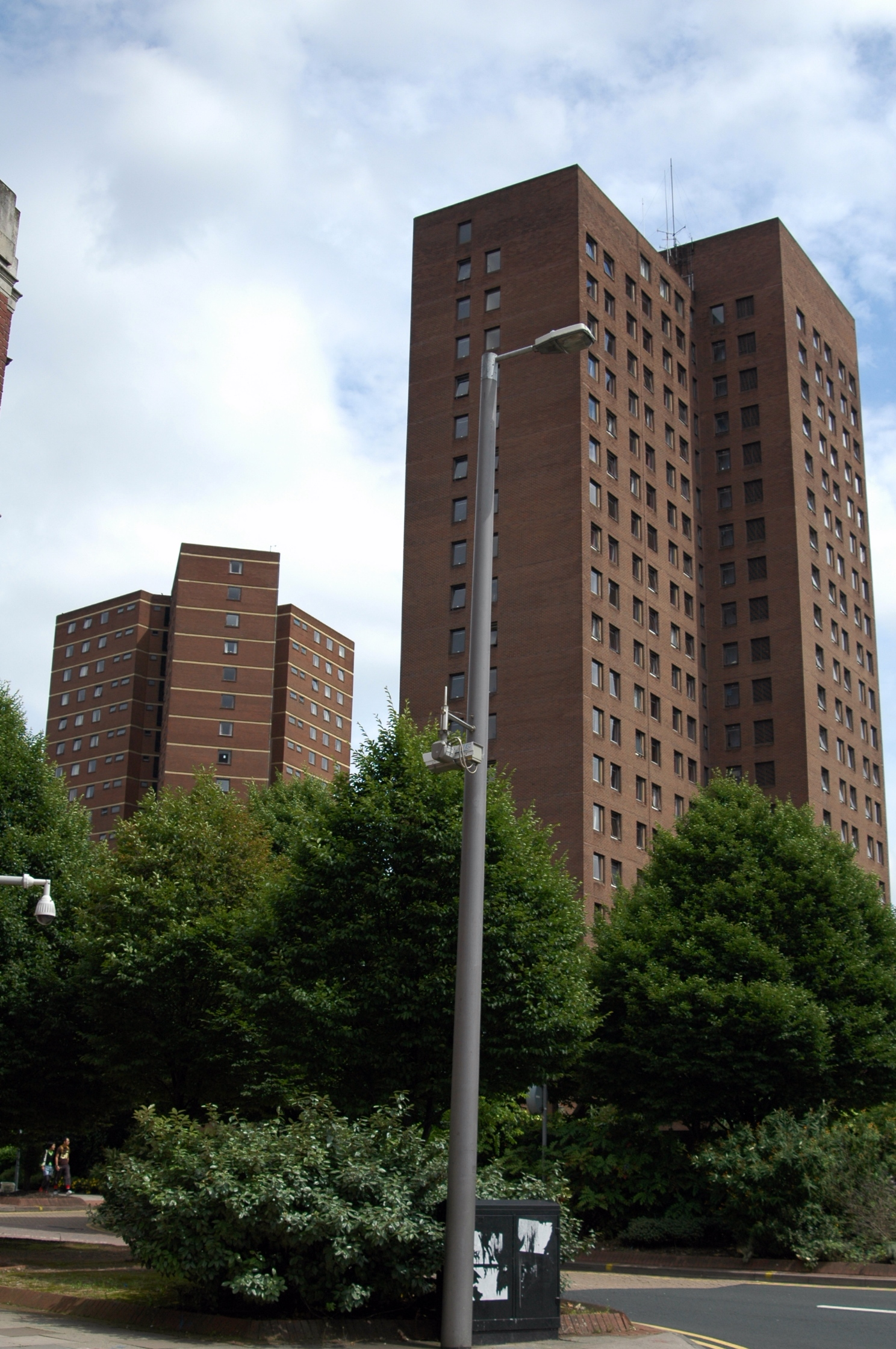
Снесённые в 2011 году здания общежитий на территории кампуса
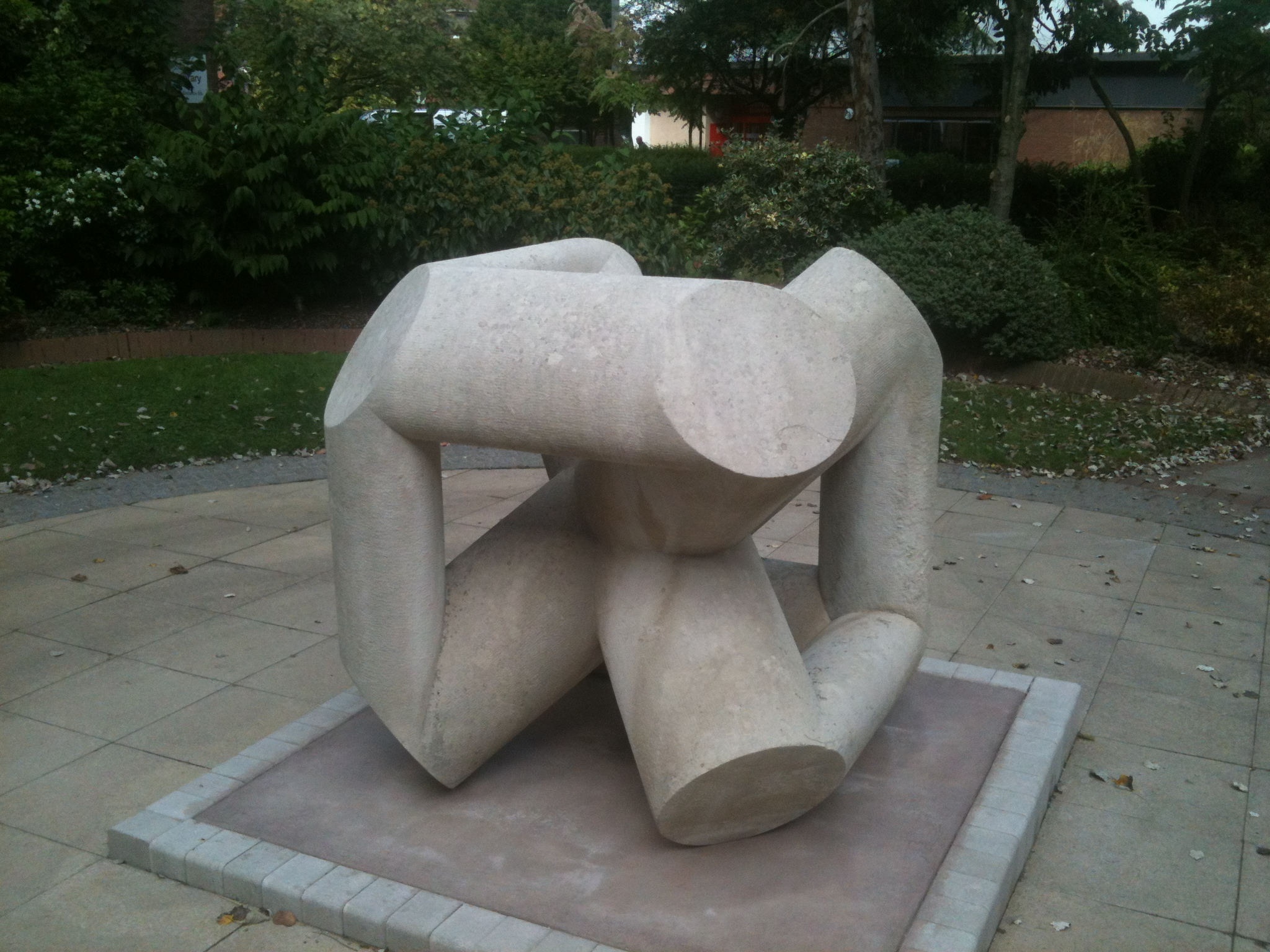
Абстрактная скульптура на территории университета Астона.
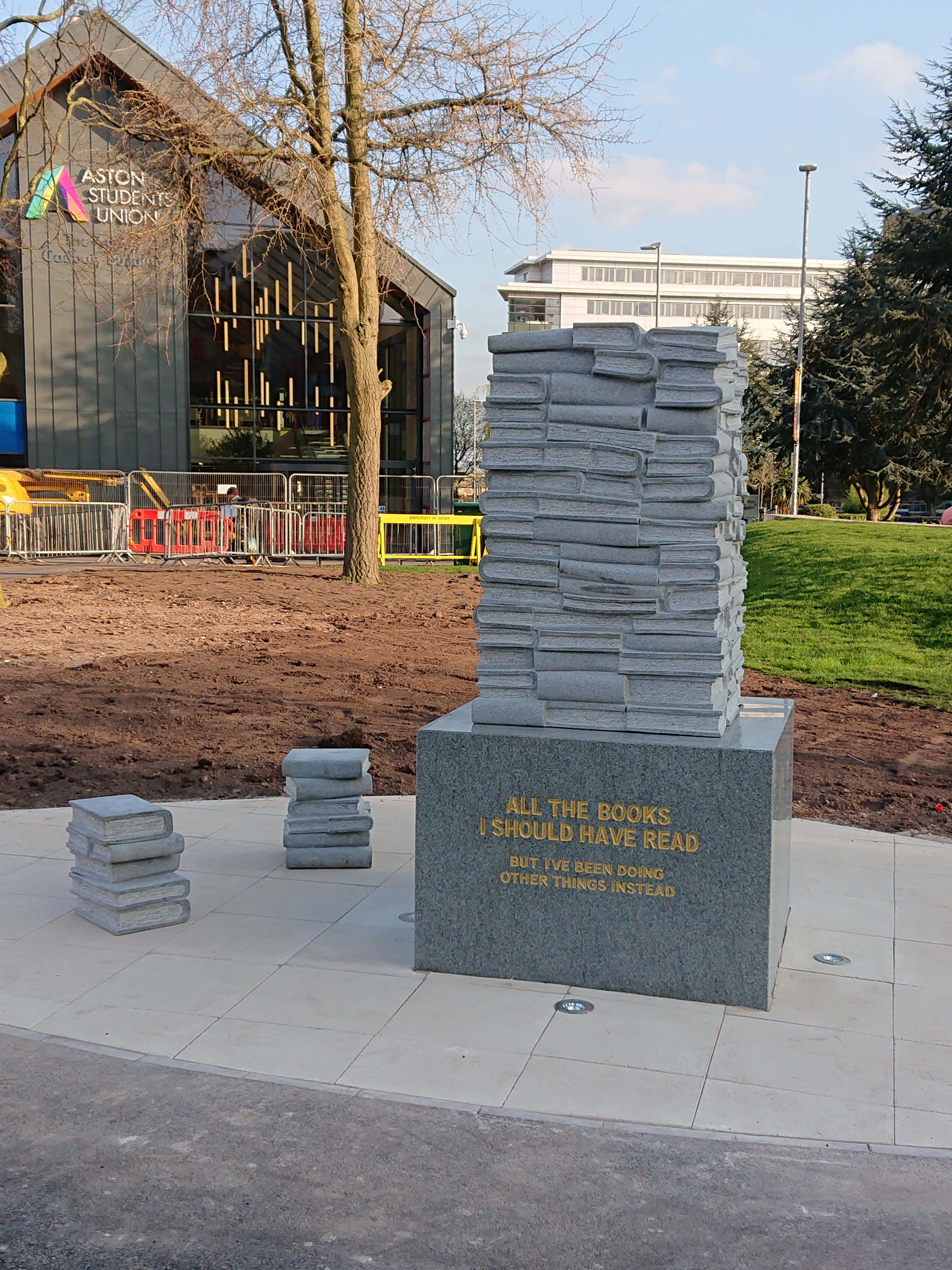
Скульптура на территории вблизи студенческого союза университета Астона.